# NGC 4694
NGC 4694 is een lensvormig sterrenstelsel in het sterrenbeeld Maagd. Het hemelobject werd op 15 maart 1784 ontdekt door de Duits-Britse astronoom William Herschel.

## Synoniemen
- UGC 7969
- MCG 2-33-23
- ZWG 71.44
- VCC 2066
- IRAS 12457+1115
- PGC 43241